# Jeremy Bentham
Pour les articles homonymes, voir Bentham.
Jeremy Bentham, né le 15 février 1748 à Londres où il est mort le 6 juin 1832, est un philosophe, jurisconsulte et réformateur anglais.
Théoricien majeur de la philosophie du droit, radicaliste dont les idées ont grandement influencé le développement du conséquentialisme, il est surtout reconnu comme étant le père de l'utilitarisme avec John Stuart Mill. 
Précurseur du social-libéralisme, il s'exprime en faveur de la liberté individuelle, de la liberté d'expression, de la liberté économique, de l'abolition de l'usure, de la séparation de l’Église et de l'État, du droit des animaux, de l'égalité des sexes, du droit au divorce, de la décriminalisation des rapports homosexuels, de l'abolition de l'esclavage, de l'abolition de la peine de mort, et de l'abolition des peines physiques, y compris celles réservées aux enfants.
Bien que très clairement favorable à l'extension des droits individuels, il s'oppose à l’idée de lois ou de droits naturels, des « non-sens sur des échasses », et à l’idée de contrat social.
Il est un des théoriciens les plus influents par son œuvre et sa pensée novatrice, mais aussi par celle de ses disciples, dont son secrétaire et collaborateur James Mill, père de John Stuart Mill, le jurisconsulte John Austin, et Robert Owen, père du socialisme utopique.

## Biographie

### Études
Jeremy Bentham naît à Londres d’un père avocat réputé. Jeune, il montre rapidement des aptitudes importantes pour les études : il étudie le latin à trois ans et maîtrise le français à sept ans. Il mène ses études au « Westminster College » puis, à partir de 1760, au « Queen’s College » d’Oxford où il obtient un « Bachelor » (1763) puis un « Master of Arts » (1766) à respectivement quinze et dix-huit ans. Bentham y suit les cours du célèbre professeur de droit naturel de l’époque, le jurisconsulte William Blackstone.

### Carrière

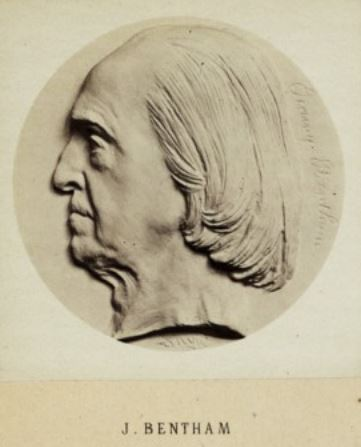
Jeremy Bentham, médaillon par David d'Angers.

Sa vie active débute en 1769 ; il devient avocat. Cependant, Bentham se détourne rapidement du droit, reposant par trop, selon lui, sur les failles de la législation, les lourdeurs de la procédure et la mauvaise foi des avocats (le « Démon de la Chicane »). Il est révolté des vices des lois britanniques et par les abus de toute espèce qui règnent dans les tribunaux. Il aime mieux consacrer sa vie à les réformer, et s'efforce de constituer sur de nouvelles bases la législation et la politique. Imbu des doctrines de Claude-Adrien Helvétius, il pose comme principe fondamental qu'en législation et en morale on ne doit admettre d'autre règle que l'utilité : ce qui lui fit donner à son école le nom d'Utilitarisme.
La parution de son premier ouvrage — anonyme — A Fragment on government (1776) lui assure la bienveillance du comte Shelburne, William Petty FitzMaurice. Elle constitue une attaque violente des conceptions de William Blackstone, et étonne les contemporains par la radicalité du projet. Contrairement à Jean-Jacques Rousseau ou d’autres philosophes, Bentham y rejette la notion de contrat social, et justifie l’existence de l’État par sa seule utilité.
Lorsque les treize colonies américaines publient leur déclaration d'indépendance le 4 juillet 1776, le gouvernement britannique demande à l'avocat et pamphlétaire londonien John Lind de publier une réfutation. Son tract, distribué dans les colonies, contenait un essai intitulé Short Review of the Declaration écrit par Bentham, qui était ami de Lind. Dans cet essai, Bentham attaque et se moque de la philosophie politique des Américains.
En juin 1780, lors des émeutes de Gordon, Bentham rejoint la milice du Lincoln's Inn. Il s'y implique pleinement et participe à la féroce répression qui coûta la vie à plusieurs centaines de personnes.[source insuffisante]
Entre 1785 et 1788, Bentham voyage à travers l’Europe — France, Italie, Constantinople, Russie, où son frère est au service de la tsarine, Pologne, Allemagne, Hollande. Il en profite pour se lier aux philosophes, tels Jean le Rond D'Alembert. Defense of Usury (1788) rencontre un grand succès ; il y démontre l’absurdité du contrôle des taux d’intérêt recommandé par Adam Smith dans les Recherches sur la nature et les causes de la richesse des nations. Il publie encore en 1789 une œuvre majeure Introduction to the Principles of Morals.
Bien que farouchement opposé aux notions de droit naturel qui soutiennent la Déclaration des Droits de l’Homme et du Citoyen, Bentham accueille avec bienveillance la Révolution française. Il était fort lié avec le conventionnel Jacques Pierre Brissot. Il fut d’ailleurs proclamé citoyen français par la jeune République française le 26 août 1792. Cette même année, son père décède ; l’héritage lui permettra de vivre dignement à Westminster pour le restant de ses jours. Mais en cette période de troubles, c’est en France que Bentham déploie sa grande activité : il y fait plusieurs propositions concernant l’établissement du droit, le système judiciaire, pénitentiaire, l’organisation politique de l’État, et la politique vis-à-vis des colonies (Emancipate your Colonies).
Bentham écrivit nombre de ses œuvres en français. Un de ses disciples, le Suisse Étienne Dumont, pasteur calviniste de Genève, se consacra à leur publication. Quelques-unes même n'ont été publiées qu'en français.
De retour au Royaume-Uni, après l’avènement du Premier Consul, Bentham continue son œuvre et propose au gouvernement un projet pénitentiaire novateur, le Panopticon, qui inspirera l'architecture de nombreux ouvrages par la suite.
À partir de 1822, il débute, à titre personnel, la rédaction d’un « code constitutionnel » qu’il veut donner en modèle.

### Décès et embaumement

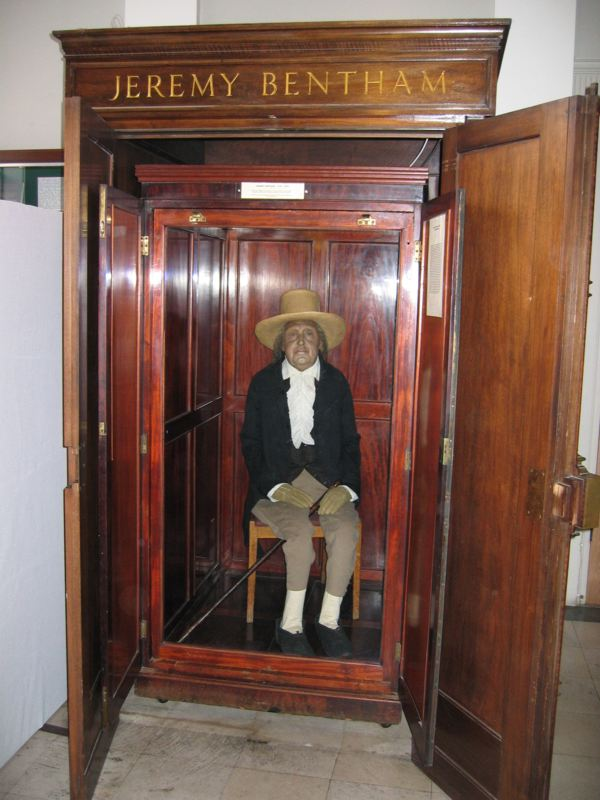
Le corps momifié de Jeremy Bentham est conservé dans la bibliothèque universitaire de l’University College de Londres.

Après sa mort à Westminster le 6 juin 1832, Bentham, conformément à son souhait testamentaire, fut disséqué (pratique contraire aux mœurs du temps, mais utile d’un point de vue scientifique) et embaumé. Son corps repose à l’University College de Londres. Son squelette et sa tête ont été conservés dans une armoire en bois munie d'une porte vitrée dénommée en anglais «auto-icon » (traduisible en auto-icône) exposée au public, avec le squelette rembourré de foin et habillé avec les vêtements de Bentham.
Bentham avait voulu que cette auto-icône intègre sa tête réelle, momifiée pour ressembler à son apparence dans la vie. Les efforts expérimentaux de Southwood Smith en matière de momification, basés sur les pratiques du peuple maori de Nouvelle-Zélande et consistant ensuite à placer la tête sous une pompe à air sur de l'acide sulfurique et à en extraire les fluides. Bien que techniquement réussie, cette expérience a laissé la tête dans un état assez macabre avec une forte tension de la peau tout autour du crâne et du visage.
L'auto-icône a donc ensuite reçu une tête en cire à l'effigie du savant, équipée de quelques cheveux de Bentham. La tête réelle fut, quant à elle, installée dans la même armoire vitrée, aux pieds même de l'auto-icône pendant de nombreuses années. Cependant, devenue la cible de nombreuses farces estudiantines, celle-ci est maintenant située dans une pièce du collège, non loin de l'auto-icône, mais fermée aux visiteurs,.

### Famille
Son neveu est George Bentham, éminent botaniste.

## La philosophie utilitariste

Defence of usury, 1788.

Dès son retrait du barreau, Bentham choisit de consacrer son existence à la conception d’un système juridique et politique ayant d’autres fondements que l’usage, la coutume, les mœurs ou les croyances. Le fondement de ce système peut être résumé par une formule de Joseph Priestley, lue par Bentham en 1768 : « le plus grand bonheur du plus grand nombre ». Séduit par cette idée, Bentham se plonge dans les écrits de Priestley, David Hume, Cesare Beccaria, et Claude-Adrien Helvétius.
La pensée de Bentham part du principe suivant : les individus ne conçoivent leurs intérêts que sous le rapport du plaisir et de la peine. Ils cherchent à « maximiser » leur plaisir, exprimé par le surplus de plaisir sur la peine. Chaque individu procède donc à un calcul hédoniste, chaque action possédant des effets négatifs et des effets positifs, et ce, pour un temps plus ou moins long avec divers degrés d’intensité ; il s’agit alors pour l’individu de réaliser celles qui lui apportent le plus de plaisir. Il donnera le nom d'utilitarisme à cette doctrine dès 1781.
Bentham avait mis au point une méthode de calcul du bonheur et des peines : le calcul félicifique (« felicific calculus »), qui visait à déterminer scientifiquement — c'est-à-dire en usant de règles précises — la quantité de plaisir et de peine générée par nos diverses actions.
Ces critères sont au nombre de sept :
- Durée : Un plaisir long et durable est plus utile qu'un plaisir passager ;
- Intensité : Un plaisir intense est plus utile qu'un plaisir de faible intensité ;
- Certitude : Un plaisir est plus utile si on est sûr qu'il se réalisera ;
- Proximité : Un plaisir immédiat est plus utile qu'un plaisir qui se réalisera à long terme ;
- Étendue : Un plaisir vécu à plusieurs est plus utile qu'un plaisir vécu seul ;
- Fécondité : Un plaisir qui en entraîne d'autres est plus utile qu'un plaisir simple ;
- Pureté : Un plaisir qui n'entraîne pas de souffrance ultérieure est plus utile qu'un plaisir qui risque d'en amener.

Théoriquement, l'action la plus morale sera celle qui réunit le plus grand nombre de critères.
Afin d’assurer le bonheur de la population dans son entier, l’État est nécessaire, car lui seul est légitime pour garantir le respect des libertés individuelles et pour promouvoir le bonheur collectif. Il se doit de prendre les mesures législatives et sociales permettant de maximiser le bonheur total. Ainsi une loi ne doit être jugée « bonne » ou « mauvaise » que sous le rapport de sa capacité à augmenter le plaisir de tous. Il propose donc que l’État :
- garantisse un revenu minimum pour tous, protège les biens et les personnes, défende les citoyens des agressions extérieures ;
- encourage la croissance économique (augmentation du bonheur collectif) et démographique (pour une meilleure défense nationale, facteur de bonheur collectif) ;
- assure une redistribution des richesses propre à augmenter le bonheur collectif (il est partisan d’une taxe progressive sur les héritages).

La nature de cet État ne peut être que démocratique, une démocratie cependant élitiste : Bentham souhaite le suffrage censitaire (seuls les gens acquittant le cens peuvent voter). En effet, un monarque ou une dictature n’auraient tendance qu’à maximiser leur propre bonheur ; un régime oligarchique, qu’à maximiser le bonheur des gouvernants. Pour défendre l’intérêt du plus grand nombre, il faut nécessairement que l’État procède du plus grand nombre ; il doit donc être purement plouto-démocratique[source insuffisante].
Il a aussi défendu le droit des personnes homosexuelles et son œuvre Offenses contre soi-même est considérée comme le premier livre documenté écrit en anglais sur ce sujet.
De nombreux philosophes ont développé et enrichi la pensée utilitariste, parmi lesquels John Stuart Mill, John Austin, Herbert Spencer, Henry Sidgwick ou James Mill.

## Influence

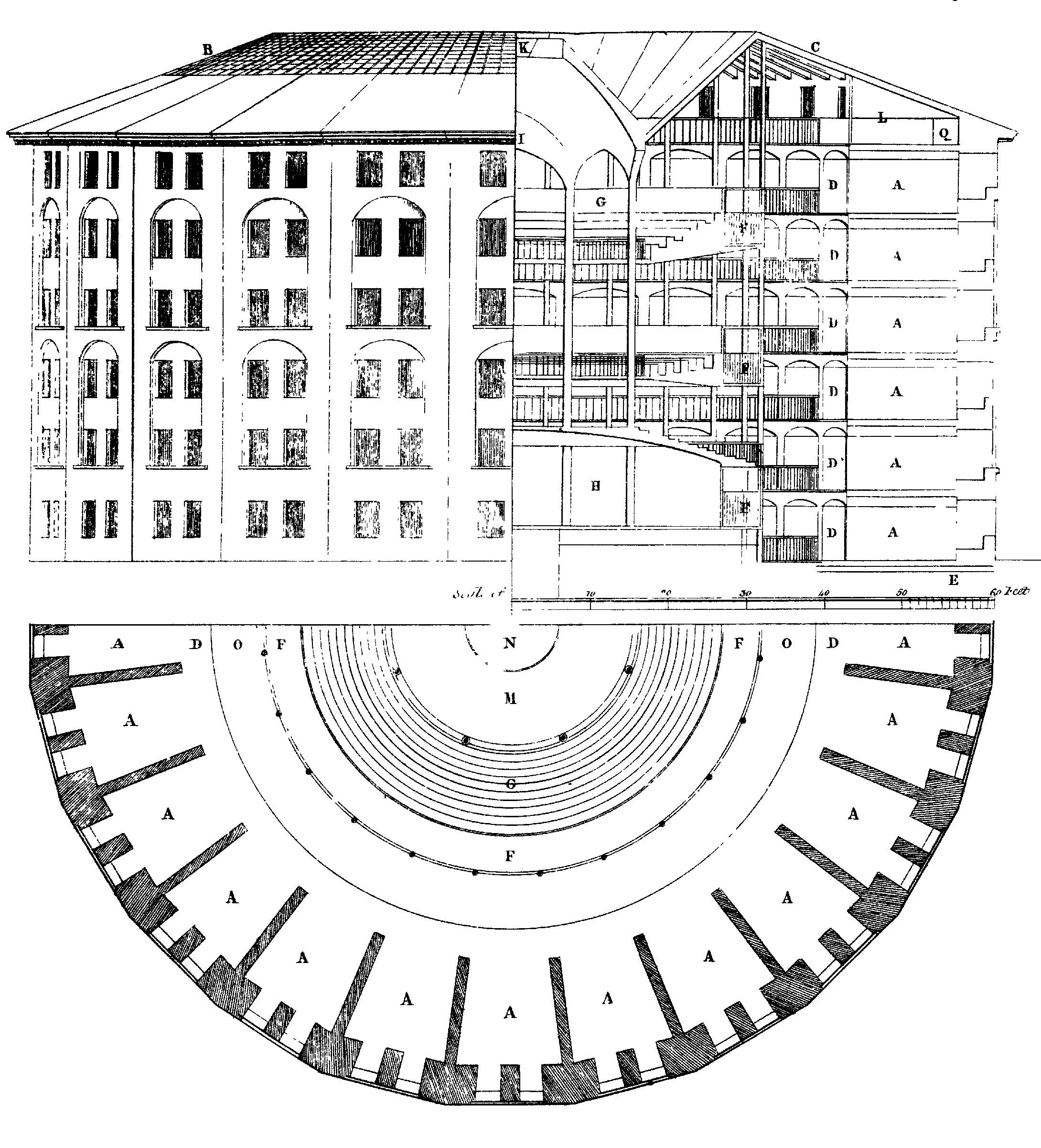
Plan suivant le principe du panoptique.

### Philosophie
Bien qu’il ne soit pas le plus connu des philosophes, Jeremy Bentham a eu une influence considérable sur les sociétés occidentales. L’économie politique lui doit la popularisation de la notion d’utilité, qu’il a étendue au droit (notamment la notion d’arithmétique morale) et aux sciences sociales. Adam Smith, Jean-Baptiste Say et Charles Comte comptaient parmi ses amis ; John Stuart Mill fut son disciple.
Les travaux de Bentham sur l'autorité ont notamment influencé Max Weber, ce dernier ayant conceptualisé sa théorie de la domination en partie grâce à une interprétation des travaux de Bentham.
Les théories de Bentham sur la justice sociale sont restées dominantes aux États-Unis jusqu'aux travaux de John Rawls.
L'influence de Jeremy Bentham a également été considérable sur ses contemporains russes et latino-américains, en particulier à l'époque de l'indépendance des anciennes colonies hispano-américaines. Jeremy Bentham a ainsi entretenu des correspondances avec l'homme d’État centraméricain José Cecilio del Valle, mais aussi avec le Vénézuélien Miranda ou l'Argentin Rivadavia.

### Système pénitentiaire
D'autre part, il créa le concept de panoptique, sorte de prison modèle, permettant l’observation permanente des faits et gestes des détenus grâce à un principe de vision totale, applicable également aux hôpitaux, ateliers, ou écoles. Il s’impliqua d’ailleurs directement dans sa réalisation à Millbank, même s’il échoua pour des raisons financières. Michel Foucault, dans Surveiller et punir, attirera l'attention sur ce principe. D'après Foucault, le principe du panoptique entraîne un « assujettissement réel » lié à la distinction du voir-être vu. Ainsi tous les condamnés sont potentiellement visibles, et c'est cette potentialité qui permet d'exercer un pouvoir diffus omniprésent, ce qui rend beaucoup moins lourd le besoin matériel d'une prison. En effet, la lumière utilisée par l'anneau central pour voir « l'anneau extérieur » montre tout, et est bien plus puissant que l'obscurité des anciens modèles d'enfermements. En outre il permet une désindividualisation de l'exercice de pouvoir et se concentre à présent dans la construction d'une abstraction omnisciente. Il s'agit donc de construire le sentiment d'une présence de contrôle dans l’individu.

### Communication
Les diverses versions de projet de panopticon formulées par Bentham incluent aussi le recours à des tubes de fer blanc permettant la communication des gardiens vers les détenus (1787), du gardien principal vers les subordonnés (1791) et entre détenus et visiteurs (1811). Bentham sera également un des premiers, après Dom Gauthey, à prôner l'utilisation de tuyaux acoustiques pour les communications sur des longues distances, en particulier pour des utilisations administratives et militaires (1793, 1825).

## Hommage
L'un des personnages principaux de la série Lost : Les Disparus, John Locke (nom d'un autre philosophe) utilisera ponctuellement Jeremy Bentham comme nom d'emprunt.

## Publications
- 1770 : Sur la torture (Bentham on the torture), deux articles inachevés, trad. G. Coqui, Paris, Allia, 2012.
- 1776 : A Fragment on Government (en ligne sur Wiksource)
- 1785 : Essay on Pæderasty (première édition, de fragments seulement, par C. K. Ogden, Theory of Legislation, 1931, p. 473-497 ; édition complète par Louis Crompton, Jeremy Bentham’s Essay on 'Paederasty', Journal of Homosexuality, 1978, 3 et 4, disponible en ligne. Ce texte est le premier essai érudit connu en langue anglaise sur l’homosexualité.) 
 (Traduction : Jeremy Bentham, Essai sur la pédérastie, 1785. Première traduction française.)
- 1786 : rédaction du Panoptique (Panopticon or the Inspection-House) édité en français en 1791 par le biais de Jean Philippe Garran de Coulon : Panoptique ou Maison d'inspection  — en ligne sur Gallica
- 1787 : Défense de l'usure, sous forme de lettres (en ligne sur Gallica)
- 1789 : Introduction to the Principles of Morals, Introduction aux principes de la morale et de la législation
- 1802 : Traité de législation civile et pénale... ( t.1, t.2, t.3 sur Gallica)
- 1811 : Théorie des peines et des récompenses (t.1, t.2 sur Gallica)
- 1816 : Tactique des assemblées délibérantes
- 1816 : Des sophismes politiques
- 1821 : On the Liberty of the Press, and Public Discussion
- 1830 : Code constitutionnel
- 1834 : Déontologie ou Science de la morale (posthume) établi par John Bowring, son exécuteur testamentaire

Ses Œuvres complètes ont été publiées à Bruxelles en 1845.
Des textes posthumes  sont publiés dans :
- George Grote, La Religion naturelle ; son influence sur le bonheur du genre humain, d'après les papiers de Jeremy Bentham, traduit de l'anglais par Émile Cazelles, Paris, éd. Germer Baillière, coll. « Bibliothèque de philosophie contemporaine », 1875.

### Source
Cet article comprend des extraits du Dictionnaire Bouillet. Il est possible de supprimer cette indication, si le texte reflète le savoir actuel sur ce thème, si les sources sont citées, s'il satisfait aux exigences linguistiques actuelles et s'il ne contient pas de propos qui vont à l'encontre des règles de neutralité de Wikipédia.

#### Ouvrages
- Élie Halévy, La formation du radicalisme philosophique (3 volumes), Félix Alcan, 1901-1904.
  - Tome 1 : La Jeunesse de Bentham (1776-1789), Alcan, 1901.
  - Tome 2 : L'Évolution de la doctrine utilitaire de 1789 à 1815, Alcan, 1901 (ouvrage qui servit de thèse à Élie Halevy).
  - Tome 3 : Le Radicalisme philosophique, Alcan, 1904.
- Christian Laval, Jeremy Bentham : Le Pouvoir des fictions, Paris, PUF, coll. « Philosophes », 1994, 128 p. (ISBN 978-2-13-046160-9).
- John Stuart Mill, L'Utilitarisme, suivi de Essai sur Bentham, Paris, PUF, coll. « Quadrige », 1998 (réimpr. 2012), 253 p. (ISBN 2-13-060882-5).
- Christian Laval, Le Vocabulaire de Bentham, Paris, Ellipses, coll. « Vocabulaire de… », 2002, 72 p. (ISBN 978-2-7298-1168-6).
- Guillaume Tusseau, Jeremy Bentham et le droit constitutionnel : Une approche de l’utilitarisme juridique, Paris, L'Harmattan, coll. « Logiques Juridiques », 2003, 322 p. (ISBN 978-2-7475-1277-0, lire en ligne).
- Christian Laval, Jeremy Bentham, les artifices du capitalisme, Paris, PUF, coll. « Philosophies », 2003, 127 p. (ISBN 978-2-13-053148-7).
- Emmanuelle De Champs (dir.) et Jean-Pierre Cléro (dir.), Bentham et la France : Fortune et infortunes de l'utilitarisme, Oxford, Voltaire Foundation, coll. « Studies on Voltaire & the Eighteenth Century », 2009, 330 p. (ISBN 978-0-7294-0980-3).
- Christophe Chauvet, Jeremy Bentham : vie, œuvres, concepts, Paris, Ellipses, coll. « Grands théoriciens », 2010, 96 p. (ISBN 978-2-7298-6022-6).
- Michel Onfray, Contre-histoire de la philosophie, t. 5 : L'Eudémonisme social, Paris, Le Livre de poche, coll. « Biblio Essais », 2010, 346 p. (ISBN 978-2-253-08454-9), p. 71-125.

#### Articles
- (en) Francisco Vergara, « Bentham and Mill on the ‘quality’ of Pleasures », Revue d’études benthamiennes, no 9,‎ 2011 (lire en ligne, consulté le 2 janvier 2019).
- Francisco Vergara, « Bentham et Mill sur "la qualité" des plaisirs » (e), Revue d’études benthamiennes, no 9,‎ 2011 (lire en ligne, consulté le 2 janvier 2019).
- Emmanuelle de Champs, « Religion, politique et utilité chez Jeremy Bentham », Archives de philosophie, t. 78, no 2,‎ 2015, p. 275-290 (lire en ligne, consulté le 2 janvier 2019).